# قائمة أكبر الدول تصديرا للنحاس
فيما يلي قائمة بالدول حسب صادرات النحاس المكرر، تعود البيانات للأعوام 2012، و 2018 ، و2019، والقيم بملايين الدولارات الأمريكية، كما أفاد مرصد التعقيد الاقتصادي. الترتيب تم بناء على بيانات 2019 وقد يكون الترتيب تغير حسب البيانات الجديدة.
| #  | دولة                        | القيمة في عام 2012 | القيمة في 2018 | القيمة في 2019 |
| -- | --------------------------- | ------------------ | -------------- | -------------- |
| 1  | تشيلي                       | 21,962             | 15,546         | 13,421         |
| 2  | روسيا                       | 2,528              | 4,476          | 4,307          |
| 3  | جمهورية الكونغو الديمقراطية | 2,350              | 3,629          | 4,064          |
| 4  | اليابان                     | 4,542              | 4,125          | 3,365          |
| 5  | كازاخستان                   | 3,637              | 2,802          | 2,704          |
| 6  | أستراليا                    | 2,904              | 2,377          | 2,671          |
| 7  | الكونغو                     | 331                | 2,046          | 2,542          |
| 8  | الصين                       | 703                | 1,867          | 1,971          |
| 9  | زامبيا                      | 2,349              | 3,060          | 1,917          |
| 10 | بولندا                      | 2,74               | 1,4            | 1,798          |

## روابط خارجية
- مرصد التعقيد الاقتصادي - البلدان التي تصدر النحاس المكرر (2012)